# He's Back (The Man Behind the Mask)
Singles de Alice Cooper
I Love America
(1983) Teenage Frankenstein
(1987)
He's Back (The Man Behind the Mask) est une chanson d'Alice Cooper extrait de l'album Constrictor sorti en septembre 1986, le single a été publié le 28 juillet 1986.
Cette chanson est le thème musical du film Vendredi 13 : Jason le mort-vivant sorti la même année. La chanson célèbre le retour de Jason Voorhees après avoir été tué dans Vendredi 13 : Chapitre final. Deux autres titres apparaissent sur la bande son du film, Teenage Frankenstein et Hardrock Summer .
Un clip vidéo a été tourné pour la chanson, combinant des extraits des images de Jason et d'Alice Cooper.
Dans le box The Life and Crimes of Alice Cooper, une démo de He's Back apparait avec un titre mixé. Ce dernier figure aussi sur la compilation Prince of Darkness sortie en 1989.
La chanson a été reprise par d'autres artistes. Le groupe de métal finlandais Children of Bodom a enregistré une version en 2002 mais n'est jamais sortie. Un autre groupe finlandais Lordi, reprend le titre mais sur scène.

## Composition du groupe
- Alice Cooper - chants
- Kane Roberts - guitare, claviers
- Kip Winger - basse
- Ken Mary - batterie
- Paul Horowitz - claviers

## Liste des titres
| A. | He's Back (The Man Behind the Mask)        | Alice Cooper, Kane Roberts, Tom Kelly       | 3:23 |
| B. | Billion Dollar Babies (recorded live 1976) | Alice Cooper, Michael Bruce, Reggie Vincent | 3:23 |

| A.  | He's Back (The Man Behind The Mask)        | Alice Cooper, Kane Roberts, Tom Kelly       | 3:23 |
| B1. | Billion Dollar Babies (recorded live 1976) | Alice Cooper, Michael Bruce, Reggie Vincent | 3:23 |
| B2. | I'm Eighteen (live Paris, France, 1982)    | Alice Cooper, Bruce, Buxton, Dunaway, Smith | 4:32 |

## Charts
| Pays        | Chart             | Meilleure position | Total semaine | Réf   |
| ----------- | ----------------- | ------------------ | ------------- | ----- |
| Royaume-Uni | UK Singles Chart  | 61                 | 3             | [ 5 ] |
| Suède       | Sverigetopplistan | 4                  | 8             | [ 6 ] |

## Format
| Format     | US        | R-U    | ALL      | AUS     | CAN   | FRA      | JAP    |
| ---------- | --------- | ------ | -------- | ------- | ----- | -------- | ------ |
| Vinyle 7"  | 52904     | 1090   | 258574-7 | 7-52904 | 52904 | 258574-7 | P-2178 |
| Vinyle 12" | L 3317177 | T 1090 | 258553-0 |         |       |          |        |